# Ducado de Clarence y Avondale

Armas de Alberto Víctor, duque de Clarence y Avondale

Duque de Clarence y Avondale fue un título otorgado a un príncipe de la familia real británica, creándose con la dignidad de par del Reino Unido.
Aunque anteriormente el título de duque de Clarence había sido creado en varias oportunidades, incluso se había creado en una ocasión el de duque de Clarence y St. Andrews, el título de duque de Clarence y Avondale nunca había sido creado como tal, siendo el último ducado real creado dos denominaciones territoriales.
Fue creado el 24 de mayo de 1890, siendo su primer portador el príncipe Alberto Víctor de Gales, primogénito de Alberto Eduardo, príncipe de Gales (futuro Eduardo VII). El duque murió de neumonía el 14 de enero de 1892 con lo que el título se extinguió y no ha vuelto a ser creado desde entonces.

## Duque de Clarence y Avondale (1890)
- Alberto Víctor, duque de Clarence y Avondale (1864-1892), murió sin descendencia.[2]